# کولمچتسه
کولمچتسه (به لهستانی:  Kolemczyce) یک روستا در لهستان است که در گمینا دوروخوسک واقع شده‌است.